# Canton de Sissonne
Le canton de Sissonne est une ancienne division administrative française située dans le département de l'Aisne et la région Picardie.

## Géographie
Ce canton a été organisé autour de Sissonne dans l'arrondissement de Laon. Son altitude varie de 67 m (Mâchecourt) à 208 m (Saint-Erme-Outre-et-Ramecourt) pour une altitude moyenne de 95 m.

## Histoire

Carte du canton de Sissonne en 1790.

Le canton est créé le 18 février 1790 sous la Révolution française. 
Le canton comprend 13 communes avec Sissonne pour chef-lieu: Boncourt, Coucy-lès-Eppes, Courtrizy, Fussigny, Lappion, Mauregny-en-Haye, Montaigu, Nizy-le-Comte, Ramecourt, Saint-Erme-Outre, Sainte-Preuve, La Selve et Sissonne. Il est une subdivision du district de Laon qui disparait le 5 Fructidor An III (22 août 1795).
Entre 1790 et 1794, Saint-Erme-Outre et Ramecourt fusionnent pour former la commune de Saint-Erme-Outre-et-Ramecourt. Sur la même période, les communes de Courtrizy et Fussigny se regroupent pour créer la commune de Courtrizy-et-Fussigny. La composition communal du canton passe de 13 à 11 communes.
Lors de la création des arrondissements par la loi du 28 pluviôse an VIII (17 février 1800), le canton de Sissonne est rattaché à l'arrondissement de Laon.

### 1801-2015
L'arrêté du 3 vendémiaire an X (25 septembre 1801) entraine un redécoupage du canton de Sissonne qui est conservé. Neuf communes du canton de Liesse (Bucy-lès-Pierrepont, Chivres-et-Mâchecourt, Ébouleau, Gizy, Goudelancourt-lès-Pierrepont, Liesse, Marchais, Missy-lès-Pierrepont et Samoussy) intègrent le canton. Il comprend 21 communes avec cette recomposition.
Par décret du 4 juillet 1879, la commune de Chivres-et-Mâchecourt est supprimée et les deux sections de la commune, Chivres et Mâchecourt sont érigées en communes indépendantes. Le canton passe de 20 à 21 communes. 
En 1922, la commune de Chivres est renommée Chivres-en-Laonnois. Par décret du 6 décembre 1948, la commune de Samoussy est détachée du canton pour rejoindre celui de Laon, et le canton de Sissonne comprend alors 20 communes jusqu'en mars 2015. Par décret du 10 mars 1988, la commune de Liesse prend le nom de Liesse-Notre-Dame,.

### Redécoupage de 2015
Un nouveau découpage territorial de l'Aisne entre en vigueur en mars 2015, défini par le décret du 21 février 2014 , en application des lois du 17 mai 2013 (loi organique 2013-402 et loi 2013-403). Les conseillers départementaux sont, à compter de ces élections, élus au scrutin majoritaire binominal mixte. Les électeurs de chaque canton élisent au Conseil départemental, nouvelle appellation du Conseil général, deux membres de sexe différent, qui se présentent en binôme de candidats. Les conseillers départementaux sont élus pour 6 ans au scrutin binominal majoritaire à deux tours, l'accès au second tour nécessitant 12,5 % des inscrits au 1er tour. En outre la totalité des conseillers départementaux est renouvelée. Ce nouveau mode de scrutin nécessite un redécoupage des cantons dont le nombre est divisé par deux avec arrondi à l'unité impaire supérieure. Dans l'Aisne, le nombre de cantons passe ainsi de 42 à 21. Le canton de Sissonne ne fait pas partie des cantons conservés du département. 
Le canton disparait lors des élections départementales de mars 2015. L'ensemble des communes du canton est regroupée au nouveau canton de Guignicourt.

## Représentation

### Conseillers généraux de 1833 à 2015
| Période | Période      | Identité                               | Étiquette                | Qualité |
| ------- | ------------ | -------------------------------------- | ------------------------ | --- |
| 1833    | 1852         | Louis de Fay (1803-1862)               |                          | Propriétaire, maire de Missy-lès-Pierrepont                                                                |
| 1852    | 1871         | Joseph-Liévin Laisné                   |                          | Ancien Directeur de la comptabilité au Ministère de l'Intérieur Maire de Sissonne                          |
| 1871    | 1886 (décès) | Charles Raymond de Saint-Vallier       | Républicain conservateur | ministre plénipotentiaire de 1re classe vice-président du conseil général de l'Aisne                       |
| 1886    | 1917 (décès) | Charles Sébline                        | Républicain              | Préfet Sénateur (1886-1917) Maire de Montescourt-Lizerolles                                                |
| 1917    | 1919         | siège vacant                           |                          | |
| 1919    | 1922         | Charles Bailliot                       |                          | Agriculteur à Bucy-lès-Pierrepont                                                                          |
| 1922    | 1934         | Léon Nanquette                         | Rad.                     | Industriel, directeur d'usine à Saint-Michel-Sougland Maire de Laon (1919-1929)                            |
| 1934    | 1940         | Achille Bouxin                         | URD                      | Agriculteur à Boncourt                                                                                     |
|         |              |                                        |                          | |
| 1943    | 1945         | Marie Henri Arsène Leclerc (1879-1952) |                          | Intendant militaire Président de la délégation spéciale de Sissonne Nommé conseiller départemental en 1943 |
|         |              |                                        |                          | |
| 1945    | 1961         | Julien Chapelet                        | SFIO                     | Négociant en grains , conseiller municipal de Saint-Erme-Outre-et-Ramecourt                                |
| 1961    | 1967         | Paul Ogeix                             | MRP puis UDR             | Avocat Maire de Liesse-Notre-Dame                                                                          |
| 1967    | 1992         | François Lesein                        | DVD puis DVG             | Médecin - Sénateur (1988-1998) Maire de Sissonne (1967-2006)                                               |
| 1992    | 1998         | Marcel Blanchard (1925-2009)           | UDF                      | Maire de Liesse-Notre-Dame                                                                                 |
| 1998    | 2015         | Pierre Marie Lebée                     | PS                       | Educateur Maire de Lappion (2001-2008) puis de Sissonne (2008-2014) Vice-Président du Conseil Général      |

### Conseillers d'arrondissement (de 1833 à 1940)
| Période                                  | Période      | Identité                                    | Étiquette | Qualité |
| ---------------------------------------- | ------------ | ------------------------------------------- | --------- | --- |
| 1833                                     | 1839         | Joseph Honoré Guyot                         |           | Propriétaire, maire de Marchais                                                                             |
| 1839                                     | 1845         | Jean Louis Théodore Gallet (1784-1876)      |           | Propriétaire à Goudelancourt, cultivateur à Beauvois                                                        |
| 1845                                     | 1848         | Napoléon Casimir Julien Lebègue (1803-1866) |           | Propriétaire à Lappion                                                                                      |
|                                          |              |                                             |           | |
| 1901                                     | 1928 (décès) | Joseph-Napoléon Durozoy (1848-1928)         | Libéral   | Cultivateur, maire de Lappion                                                                               |
|                                          |              |                                             |           | |
| 1931                                     | 1940         | Paul Froehlicher (1867-1957)                | Radical   | Médecin, maire de Sissonne (1929-1940)                                                                      |
| 1940                                     |              |                                             |           | Les conseils d'arrondissement ont été suspendus par la loi du 12 octobre 1940 et n'ont jamais été réactivés |
| Les données manquantes sont à compléter. |              |                                             |           | |

## Composition
Le canton de Sissonne a groupé 20 communes et a compté 10 657 habitants en 2012.
| Code Insee | Nom                           | Superficie (km2) | Population (hab.) | Densité (hab./km2) |
| ---------- | ----------------------------- | ---------------- | ----------------- | ------------------ |
| 02720      | Sissonne (Chef-lieu)          | 53,53            | 2 070             | 38,67              |
| 02097      | Boncourt                      | 13,29            | 254               | 19,11              |
| 02133      | Bucy-lès-Pierrepont           | 14,46            | 421               | 29,11              |
| 02189      | Chivres-en-Laonnois           | 13,56            | 374               | 27,58              |
| 02218      | Coucy-lès-Eppes               | 6,03             | 597               | 99                 |
| 02229      | Courtrizy-et-Fussigny         | 4,22             | 62                | 14,69              |
| 02274      | Ébouleau                      | 13,03            | 214               | 16,42              |
| 02346      | Gizy                          | 10,25            | 675               | 65,85              |
| 02350      | Goudelancourt-lès-Pierrepont  | 8,73             | 153               | 17,53              |
| 02409      | Lappion                       | 23,71            | 299               | 12,61              |
| 02430      | Liesse-Notre-Dame             | 9,96             | 1 319             | 132,43             |
| 02448      | Mâchecourt                    | 10,08            | 116               | 11,51              |
| 02457      | Marchais                      | 15,30            | 378               | 24,71              |
| 02472      | Mauregny-en-Haye              | 10,46            | 452               | 43,21              |
| 02486      | Missy-lès-Pierrepont          | 6,60             | 109               | 16,52              |
| 02498      | Montaigu                      | 23,51            | 749               | 31,86              |
| 02553      | Nizy-le-Comte                 | 31,53            | 256               | 8,12               |
| 02676      | Saint-Erme-Outre-et-Ramecourt | 20,11            | 1 867             | 92,84              |
| 02690      | Sainte-Preuve                 | 9,61             | 83                | 8,64               |
| 02705      | La Selve                      | 4,77             | 209               | 43,82              |

## Démographie
| 1962   | 1968   | 1975   | 1982   | 1990   | 1999   | 2006   | 2007   | 2008   |
| ------ | ------ | ------ | ------ | ------ | ------ | ------ | ------ | ------ |
| 10 736 | 10 859 | 10 310 | 10 669 | 10 628 | 10 479 | 10 480 | 10 428 | 10 415 |

| 2009   | 2010   | 2011   | 2012   | - | - | - | - | - |
| ------ | ------ | ------ | ------ | - | - | - | - | - |
| 10 483 | 10 509 | 10 596 | 10 657 | - | - | - | - | - |